# Térexka
El Térexka o Bolxaia Térexka (en rus: Большая Терешка) és un riu de les províncies d'Uliànovsk i Saratov de la Federació Russa. El Tereshka té 273 quilòmetres de llarg i la seva conca hidrogràfica cobreix 9.680 quilòmetres quadrats.
Neix a l'altiplà del Volga, al sud de l'óblast d'Uliànovsk, a 5 km a l'oest de Vérkhnaia Térexka. Primer va cap a l'est per una vall estreta que solca per un paisatge agrícola d'explotació intensiva. En arribar a l'alçada de Radísxevo gira cap al sud-est. Poc després entra a l'óblast de Saràtov i pren una direcció sud - sud-oest, seguint el curs del límit entre les dues províncies. La resta del seu curs és pràcticament paral·lel al Volga, presentant al llarg del recorregut molts braços morts. En arribar a la vila de Kixeli desemboca a l'embassament de Volgograd, a uns 20 km al nord-oest de Marks.
El riu roman glaçat des de novembre o desembre fins a març o abril, i és de règim principalment nival.

## Galeria d'imatges

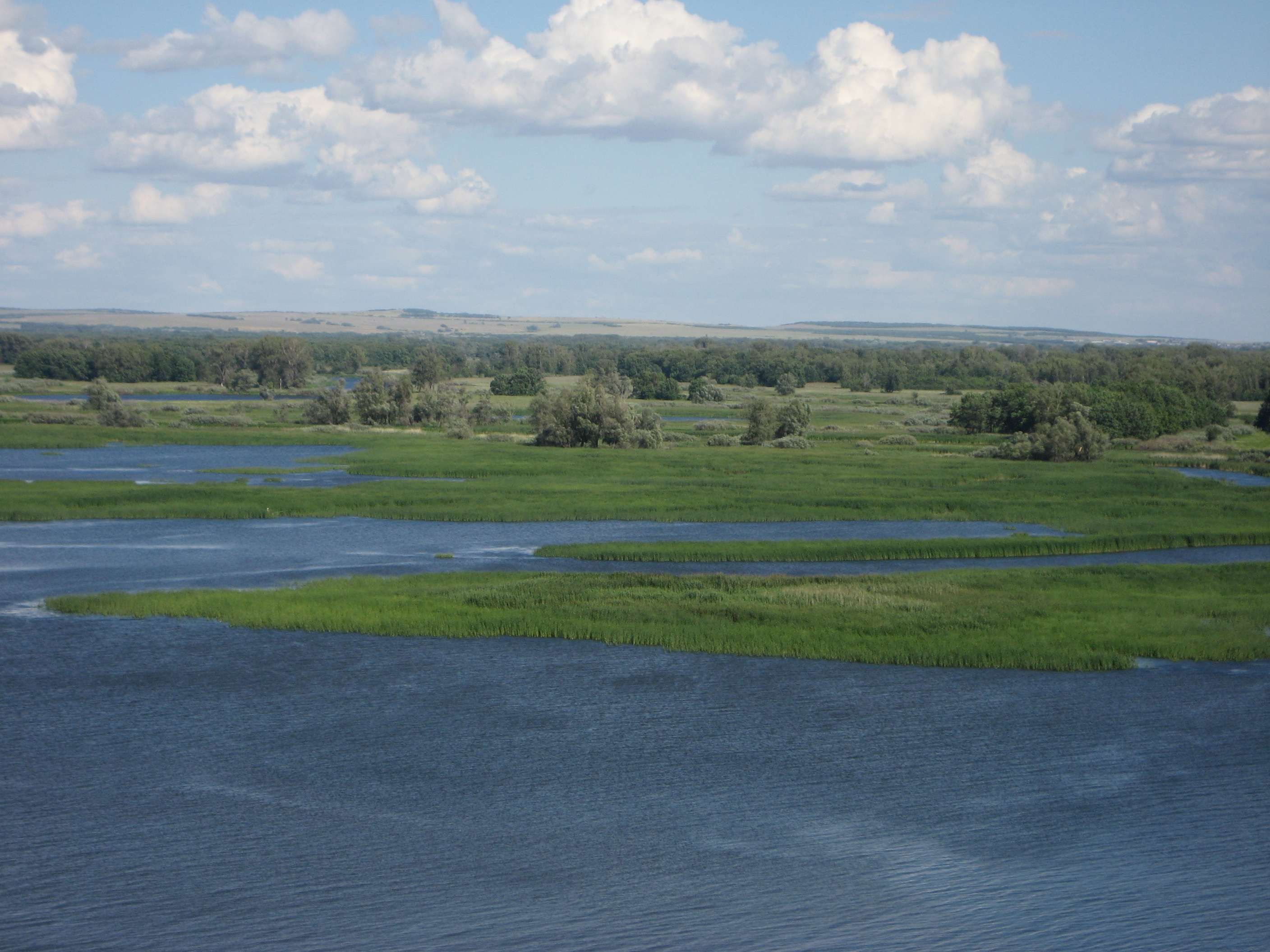
Desembocadura al Volga.